# Norman Angell
Sir Ralph Norman Angell, angleški novinar, predavatelj, avtor, politik, nobelovec, * 26. december 1872, † 7. oktober 1967, Združeno kraljestvo.
Angell je bil prejemnik viteškega naslova leta 1931 in prejemnik Nobelove nagrade za mir leta 1933. Bil je poslanec spodnjega doma delavske stranke.

## Življenjepis
Angell je eden šestih otrok rojen v Angliji. V Angliji se je šolal v različnih šolah, nato je šolanje nadaljeval v francoskem liceju dr.St.Omer, študiral je v Univerzi v Ženevi, kjer postane urednik angleškega časopisa, izdajajočega v Ženevi.
Angell je začutil med bivanjem v Ženevi, da je Evropa "brezupno zavozljana v nerešljive težave". Še vedno mladenič star 17 let se je odločil preseliti na zahodno obalo ZDA, kjer je nekaj let delal kot vinogradnik, komunalni delavec, kavboj in ob pridobitvi državljanstva tudi živinorejec, raznašalec pošte, zlatokop, na koncu pa je ponovno postal reporter za St. Louis Globe-Democrat in kasneje za časopis San Francisco Chronicle.
Zaradi družinskih zadev se vrne za kratek čas v Anglijo leta 1898, nato pa se je preselil v Pariz kot podurednik angleškega Daily Messenger, postane tudi pisec prispevkov za časopis Éclair. Poleg vsega tega je tudi francoski dopisovalec za nekatere ameriške častnike, katerim je predvsem pisal o aferi Dreyfus. Od leta 1905 do 1912 je postal pariški urednik za Daily Mail.
Ko se vrne v Anglijo se leta 1920 pridruži delavski stranki in je leta 1929 tudi izvoljen za poslanca. Leta 1931 prejme viteški naziv. Pomembno izpostavlja agresivne mednarodne kampanje proti Nemčiji, Italiji in Japonski, pri tem pa se uveljavlja tudi v Ligi narodov, kjer postane član izvršnega sveta. Leta 1933 mu podelijo Nobelovo nagrado za mir. Leta 1940 odpotuje v ZDA, kjer predava v korist udeležbe ZDA skupaj z Veliko Britanijo v drugo svetovno vojno. V ZDA ostane do objavitve svoje biografije leta 1951. Kasneje se vrne nazaj v Britanijo in umre v Angliji pri 94. letih.

## The Great Illusion
Angell je najbolj znan po kratkem pamfletu z leta 1909 Europe's Optical Illusion, ki je bil izdan po tem neštevilokrat kot knjiga The Great Illusion. (Teza razmišljanj je, da je integracija gospodarskih vezi v Evropi zrastla do te mere, da je vojna nemogoča, militarizem pa neuporaben način vladanja.

## The Money Game
Angell je bil prvi oblikovalec igre The Money Game, kar je igra, učilo za osnovnošolce, ki se tako naučijo osnove financ in bančnega poslovanja. Prvič natisnjena leta 1928 je bila obenem knjiga in igra The Money Game, How to Play It: A New Instrument of Economic Education. Začetek knjige je enostaven esej o ekonomski teoriji in objasnila o pravilih igre in zgodbe v igri.

## Dela
- Patriotism under Three Flags: A Plea for Rationalism in Politics (1903)
- Europe's Optical Illusion (First ed.), London: Simpkin, Marshall, Hamilton, Kent & Co., 1909, p. 126, retrieved 2012-12-12
- The Great Illusion: A Study of the Relation of Military Power in Nations to their Economic and Social Advantage (First ed.), New York: G.P. Putnam's & Sons, 1910, p. 335, retrieved 2012-12-12